# Chapelle du château de Kéralio
La chapelle du château de Kéralio est située à Plougrescant en France.

## Localisation
La chapelle est située sur la commune de Plougrescant dans le département des Côtes-d'Armor, dans la région Bretagne.

## Description
La chapelle est un édifice rectangulaire. Une porte ogivale à pinacles encastrés et fleurons en son centre, se remarque dans l'axe du pignon, surmontée d'un cadre de pierre sur moulure cordon. saint Yves, saint Gonnery et saint Tugdual y sont représentés en relief.

## Historique
La chapelle date de la fin du XVe siècle ou du début du XVIe siècle, ayant servi de chapelle sépulcrale aux châtelains de Kéralio.
Elle est inscrite au titre des monuments historiques par arrêté du 8 décembre 1966.

## Galerie

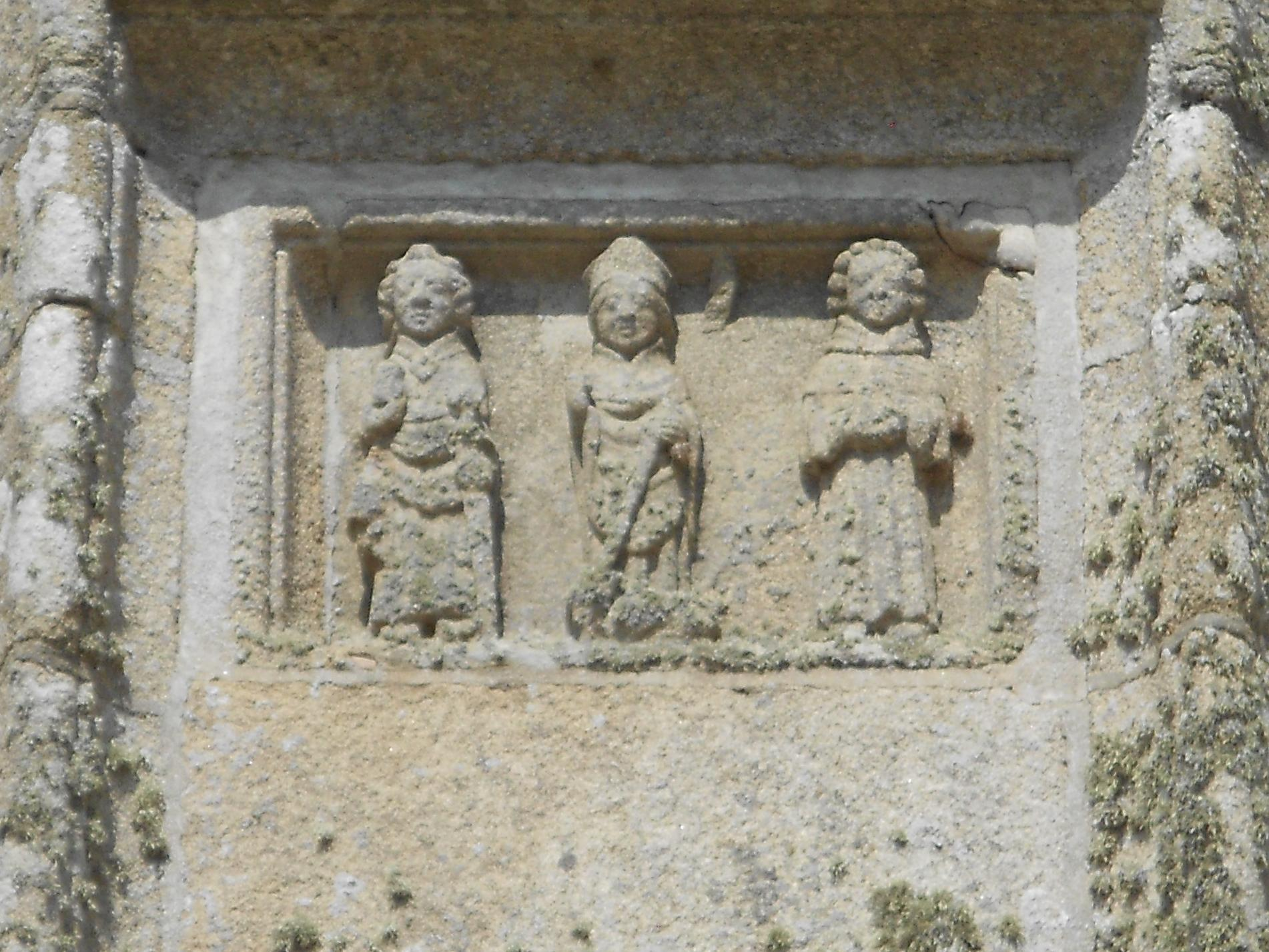